# 愛德華·戈里

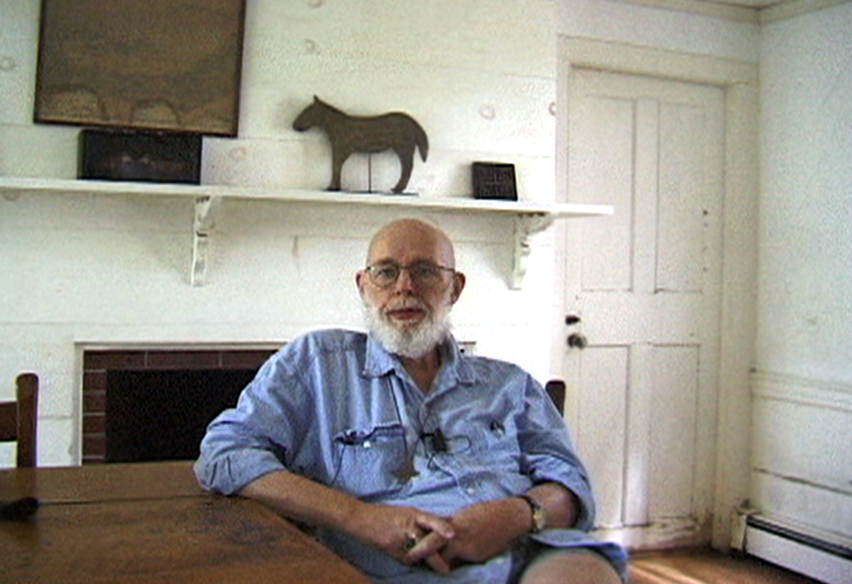
愛德華·戈里在家中，摄於1999年。

愛德華·聖約翰·戈里（英語：Edward St. John Gorey，1925年2月22日—2000年4月15日），生於美國芝加哥市，美國作家、詩人、藝術家、插畫家。

## 生平
1943年，高中畢業，就讀芝加哥美術館附屬美術大學一學期後退學，加入美國陸軍。1944年至1946年間，在猶他州服役。三年服役期滿，1946年進入哈佛大學，攻讀法文，1950年畢業。

## 外部連結
- 愛德華·戈里之家 （页面存档备份，存于）官方首頁